# 吉安馬科·坦貝里
吉安馬科·坦貝里（義大利語：Gianmarco Tamberi，1992年6月1日—），義大利田徑運動員，他代表義大利隊參加了日本舉行的2020年夏季奧林匹克運動會，並且在男子跳高比賽上獲得金牌。決賽期間，他和卡塔爾選手巴希姆的成績均為2.37公尺，由於所有試跳紀錄都一樣，裁判一度要求他們加賽決出勝負，巴希姆反問道「我們可不可以共享金牌？（Can we have two golds?）」裁判回答稱「只要你們兩人都同意即可。」最終兩人均獲得金牌。